# 罗曼·费弗尔
罗曼·费弗尔（法語：Romain Faivre；1998年7月14日—），是一名法国足球运动员，场上司职左前卫，現效力英超球队伯恩茅斯，曾代表法国U-21国青队参加国际比赛。

## 俱乐部生涯

### 摩纳哥
2018年2月12日，费弗尔与法甲劲旅摩纳哥签下了自己的第一份职业合同。2018年12月19日，在摩纳哥1-0小胜洛里昂的法国联赛杯比赛中，费弗尔首发出场，完成了职业生涯首秀。

### 布雷斯特
2020年6月30日，费弗尔转会加盟另一支法甲球队布雷斯特，转会费为65万欧元。2020年8月23日，在球队0-4惨败尼姆的联赛比赛中，费弗尔首发登场，完成了布雷斯特首秀。

## 个人生活
费弗尔出生在法国塞纳河畔阿涅尔，他的母亲是阿尔及利亚裔。